# The Wolf Man (1924)
The Wolf Man (Brasil: Lobo Humano ) é um filme mudo norte-americano de 1924, do gênero drama, estrelado por John Gilbert e Norma Shearer. Dirigido por Edmund Mortimer, a história do filme foi escrita por Reed Heustis e escrita por Fanny e Frederic Hatton. The Wolf Man é agora considerado perdido.

## Elenco
- John Gilbert como Gerald Stanley
- Norma Shearer como Elizabeth Gordon
- Alma Francis como Beatrice Joyce
- George Barraud como Lord Rothstein
- Eugene Pallette como Pierre
- Edgar Norton como Sir Reginald Stackpoole
- Thomas R. Mills como Caulkins
- Max Montisole como Phil Joyce
- Charles Wellesley como Sam Gordon
- Richard Blaydon como Lt. Esmond
- D.R.O. Hatswell como Lord St. Cleve
- Mary Warren
- Ebba Mona